# Gerbillus acticola
Gerbillus acticola är en däggdjursart som beskrevs av Thomas 1918. Gerbillus acticola ingår i släktet Gerbillus och familjen råttdjur. Populationen infogades tidvis i Gerbillus pyramidum som synonym men andra populationer av Gerbillus pyramidum lever ungefär 1300 km längre norrut och därför godkänns Gerbillus acticola som art.
IUCN kategoriserar arten globalt som otillräckligt studerad. Inga underarter finns listade i Catalogue of Life.
Djuret blir 9 till 10,4 cm lång (huvud och bål) och har en 12,4 till 14,2 cm lång svans. Bakfötterna är 2,6 till 2,9 cm långa och öronen är cirka 1,5 cm stora. Pälsen på ryggens topp har en ljusbrun-orange färg och bålens sidor är lite ljusare. Det förekommer en tydlig gräns mot den vita undersidan. En vit fläck finns bredvid varje öra. Även svansen är uppdelad i en orangebrun ovansida och en vit undersida. Längre hår vid svansspetsen bildar en tofs. På fotsulorna saknas hår.
Denna ökenråtta förekommer i norra Somalia. Den vistas i låglandet och i bergstrakter eller i höglandet upp till 1000 meter över havet. Gerbillus acticola lever i torra sandiga landskap, ibland nära vattenkällor. Ungar samt nästan vuxna exemplar hittades i april/maj samt november/december.